# Río San Juan de Micay
Der Río San Juan de Micay ist ein etwa 200 km langer Zufluss des Pazifischen Ozeans im Westen Kolumbiens.

## Flusslauf
Der Río San Juan de Micay entspringt in der Westkordillere auf einer Höhe von etwa 3100 m. Der Flusslauf befindet sich im Westen des 
Departamento del Cauca. Der Río San Juan de Micay fließt anfangs 90 km in nördlicher Richtung durch das Gebirge. Dabei passiert er bei Flusskilometer 185 die Kleinstadt Argelia. Anschließend durchschneidet er einen Gebirgskamm in westlicher Richtung und erreicht das westkolumbianische Küstentiefland. Er wendet sich erneut für wenige Kilometer nach Norden. Auf diesem Abschnitt, bei Flusskilometer 90, umfließt der Fluss die Kleinstadt López de Micay in einer engen Flussschleife. Nördlich von López de Micay nimmt er noch das Wasser mehrerer Flüsse auf und durchquert im Anschluss in westnordwestlicher Richtung das Küstentiefland. 20 km oberhalb der Mündung zweigt links ein kleinerer Flussarm nach Westen ab, der nach einer Fließstrecke von 26 km ins Meer mündet. Der Hauptmündungsarm strömt nach Norden und erreicht das Südufer einer Bucht, in welche sich auch ein Nebenmündungsarm des weiter nördlich verlaufenden Flusses Río Naya ergießt.

## Hydrologie
Der Río San Juan de Micay entwässert ein Areal von etwa 4000 km². Der mittlere Abfluss beträgt 605 m³/s (nach anderen Quellen: 490 m³/s). Das Einzugsgebiet des Río San Juan de Micay liegt in der humiden Tropenzone. Diese ist gekennzeichnet durch tropischen Regenwald. Die Temperaturen sind über das Jahr hinweg relativ konstant. Ferner wird das Klima durch starke Niederschläge und hohe Luftfeuchtigkeit geprägt. Gewöhnlich treten an der kolumbianischen Westküste in den Monaten September bis November die höchsten Niederschläge auf. Daneben tritt zwischen April und Juni eine weniger stark ausgeprägte Regensaison auf. Im Einzugsgebiet des Río San Juan de Micay liegt in der Westkordillere der Parque Nacional Natural Munchique.